# Remigia propugnata
Remigia propugnata är en fjärilsart som beskrevs av John Henry Leech 1900. Remigia propugnata ingår i släktet Remigia och familjen nattflyn. Inga underarter finns listade.